# Ode to Billie Joe
«Ode to Billie Joe» (с англ. — «Ода Билли Джо») — песня, написанная и записанная в 1967 году американской кантри-певицей Бобби Джентри. Сингл, выпущенный в конце июля, поднялся до первого места в Billboard Hot 100, продержался на вершине 4 недели, стал международным хитом и занял 4-ю позицию в итоговом списке популярнейших песен года в США. «Ode to Billie Joe» собрала в общей сложности 8 номинаций Grammy; три из них — для Бобби Джентри, одну — для аранжировщика Джимми Хаскелла. Песня занимает #412 в списке «500 величайших песен всех времен», составленном журналом Rolling Stone в 2003 году. В 2024 году Rolling Stone поместил песню на 51-е место в своем рейтинге 200 величайших кантри-песен всех времен.

## История создания
Песня «Ode to Billy Joe» первоначально вышла на обороте дебютного сингла Бобби Джентри «Mississippi Delta», вышедшего на Capitol Records в начале 1967 года. Однако на радио тут же зазвучал би-сайд, собственная композиция певицы, выдержанная в очень простой кантри-блюзовой аранжировке, с акустической гитарой и струнными. Сингл 4 недели возглавлял американские чарты и разошёлся более чем трёхмиллионным тиражом. Несмотря на то, что последовавший затем сингл «I Saw an Angel Die» в чарты не попал вообще, Джентри получила «Грэмми» в номинациях в номинациях «Лучший новый исполнитель» (Best New Artist) и «Лучший женский поп-вокал» (Best Female Pop Vocal Performance). Академия музыки кантри, кроме того, признала её «Лучшей новой певицей года».
Как рассказывала певица Рэйчел Харрингтон (в интервью BBC Radio 2) в первоначальном варианте текста было 11 четверостиший, которые более полно рассказывали историю о том, что произошло с Билли Джо. Но шесть из них пришлось сократить: продюсер решил, что песня слишком длинная. Сокращенный вариант в конечном итоге оказался интереснее, поскольку оставлял тайну гибели Билли Джо неразгаданной и предоставлял слушателю широкие возможности для толкования сюжета. Центральным в этом смысле является вопрос о том, что именно Билли Джо и героиня песни сбросили с моста, явившегося местом самоубийства героя песни. Согласно одной из распространённых версий, они могли избавиться таким образом от мерворожденного ребёнка.
На песню были сделаны несколько каверов: удачными считаются композиция гитариста Корнелла Дюпри и версия The 5th Dimension, где текст был разыгран по ролям. Как отмечает Allmusic, сингл «Ode to Billie Joe» открыл дорогу в чарты нескольким ставшим впоследствии знаменитым песням в жанре «женская история». Одна из них, кантри-хит Джинни Си Райли «Harper Valley P.T.A.», вышедший год спустя, была созвучна «Оде» мелодически, хоть и отличалась от неё очевидным сатирико-социальным подтекстом.

### Текст песни
Текст песни представляет собой рассказ о загадочном самоубийстве Билли Джо Макалистера, состоящий из двух частей. Первая из них передаёт содержание разговора за ужином, молчаливой участницей которого становится рассказчица. Как отмечает рецензент Allmusic Джо Вильон, манера, в которой ведётся пересказ разговора «сразу создает ощущение недосказанности; автор мастерски передает ощущение, что рассказчица что-то скрывает — и от родителей, и от слушателя».

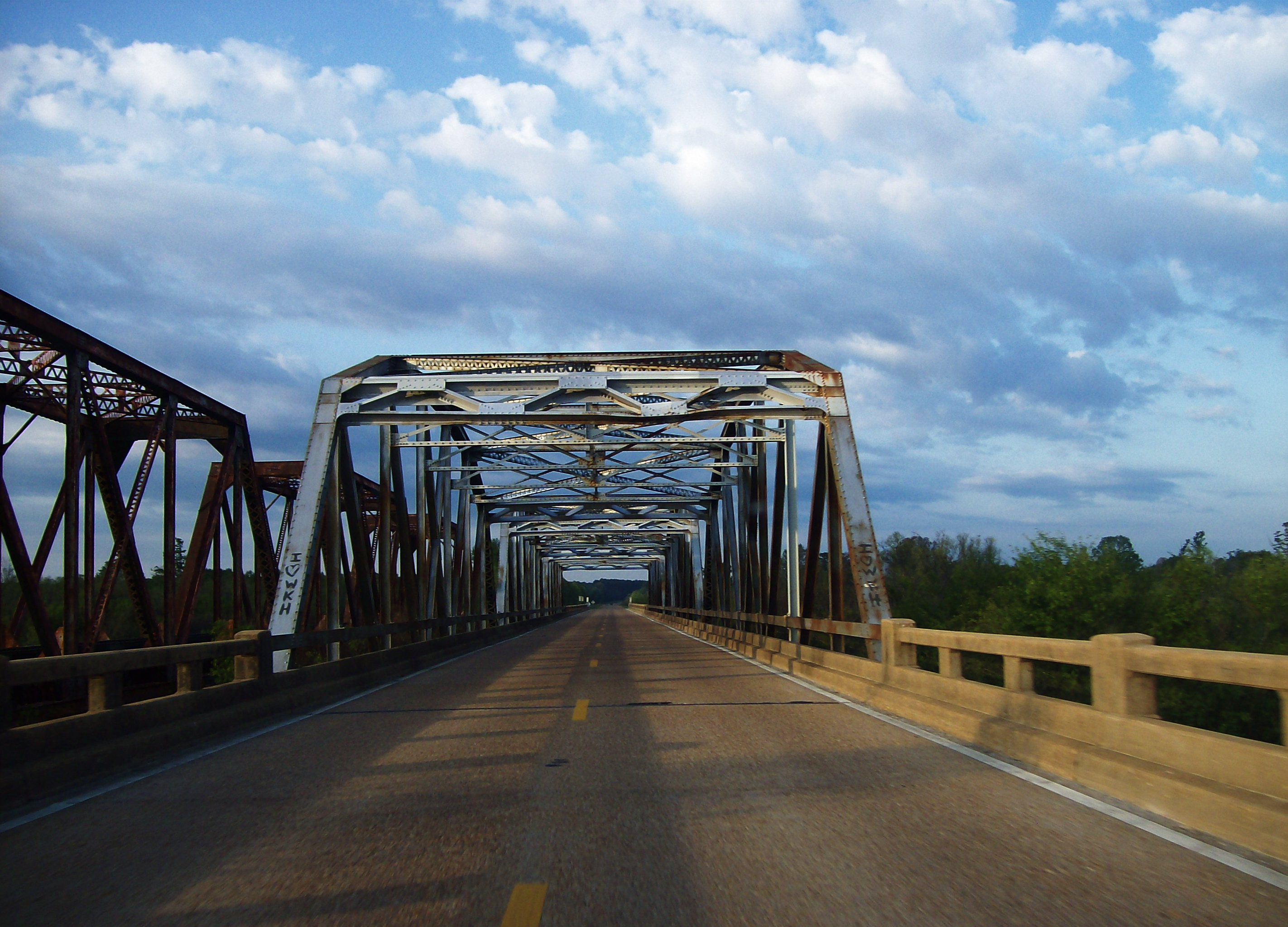
Мост над рекой Таллахачи в округе Лафайтетт-Маршалл, просуществовавший до 1972 года.

Действие песни происходит 3 июня «сонным пыльным днём на Дельте». Героиня, с братом работавшая в поле, возвращается домой к ужину. Мать, первым делом напоминая дочери вытереть ноги, затем невзначай замечает: «Сегодня утром мне с Чокто принесли новость: Билли Джо Макалистер сбросился с моста Таллахачи» (англ. I got some news this mornin' from Choctaw Ridge. Today Billy Joe MacAllister jumped off the Tallahatchie Bridge). Отец равнодушно встречает известие («У Билли Джо всегда ума было ни на грош… Передай бисквиты, пожалуйста.» — Well, Billy Joe never had a lick of sense, pass the biscuits, please), замечая, что куда важнее сейчас необходимость «вспахать пять акров нижней четверти» (There’s five more acres in the lower forty I’ve got to plow).
Мать грустит о случившемся, сетует на то, что «на Чокто-ридж ничто добром не кончается», брат начинает вспоминать о том, как они в детстве с Томом и Билли Джо, сидя в кино забросили лягушку сестре за воротник (Brother said he recollected when he and Tom and Billie Joe put a frog down my back at the Carroll County picture show), потом говорит, обращаясь к последней: «А разве ты не говорила с ним после церкви, вечером в прошлое воскресенье?»
Мать вдруг замечает, что девушка утратила аппетит («Я готовила все утро, а ты ни к чему не притронулась»), потом перескакивает к другой новости: «Этот милый молодой проповедник, Брат Тейлор, заходил сегодня», обещал поужинать с семьёй в воскресенье и «… кстати, заметил, что видел девушку, очень похожую на тебя на Чокто-ридж; она и Билли Джо что-то сбрасывали вниз с моста Таллахачи» (Oh, by the way, he said he saw a girl that looked a lot like you up on Choctaw Ridge. And she and Billy Joe was throwing somethin' off the Tallahatchie Bridge).
Финал песни переносит слушателя в иное время: минул год с тех пор, как пришло известие о гибели Билли Джо. С тех пор брат героини женился и купил магазинчик в Тупело. Была эпидемия гриппа: отец заболел и умер; после этого мать, похоже, утратила всякий интерес к жизни. Песня завершается словами рассказчицы: «Что же до меня, то я много времени провожу на Чокто-ридж: собираю цветы и бросаю их в грязную воду под мостом Таллахачи» (And me, I spend a lot of time pickin' flowers up on Choctaw Ridge. And drop them into the muddy water off the Tallahatchie Bridge).

## Достижения в чартах
| Billboard (1967)              | Наивысшее достижение |
| Hot Adult Contemporary Tracks | 7                    |
| Black Singles                 | 8                    |
| Hot Country Singles           | 17                   |
| Billboard Hot 100             | 1                    |

## Издания (избранное)
- 1967 — Ode to Billie Joe 4:15 Capitol Records
- 1970 — Bobbie Gentry’s Greatest! Capitol Records
- 1989 — Classic Rock: 1967 — Shakin' All Over 4:12
- 1990 — Great Records of the Decade: 60’s Hits Country, Vol. 1 4:14 Curb
- 1990 — Great Records of the Decade: 60’s Hits Pop, Vol. 1 4:14 Curb
- 1990 — Greatest Hits 4:17 EMI-Capitol Special Markets
- 1991 — All Time Country Classics, Vol. 1 CEMA Special Markets
- 1991 — AM Gold: 1967 4:11 Time/Life Music
- 1991 — Smithsonian Collection of Classic Country Music, Vol. 1 4:12 Smithsonian Folkways Recordings
- 1991 — Smithsonian Collection of Classic Country Music, Vol. 3 4:12 Smithsonian Folkways Recordings
- 1995 — Billboard Top Pop Hits: 1967 4:17 Rhino
- 1995 — The 101 Greatest Country Hits [Box] 4:15 K-Tel Distribution
- 1995 — The Best of Tragedy 4:13 DCC Compact Classics

## Фильм «Ode to Billie Joe»
В 1976 года компания Warner Bros. выпустила фильм режиссёра Макса Байера-младшего «Ode to Billie Joe» по одноимённому роману Германа Раучера, который написал и сценарий к фильму. Постер содержал информацию о том, что в основе фильма лежат реальные события; была даже указана дата смерти Билли Джо: 3 июня 1953 года, что способствовало возобновлению инсинуаций о реальной подоплёке песни Бобби Джентри. В романе и сценарии Раучера Билли Джо кончает жизнь самоубийством мучимый чувствами вины, после пьяной оргии.

## Видео
- Ode to Billie Joe. — Бобби Джентри, Top of the Pops, 1968